# Bugatti Type 15

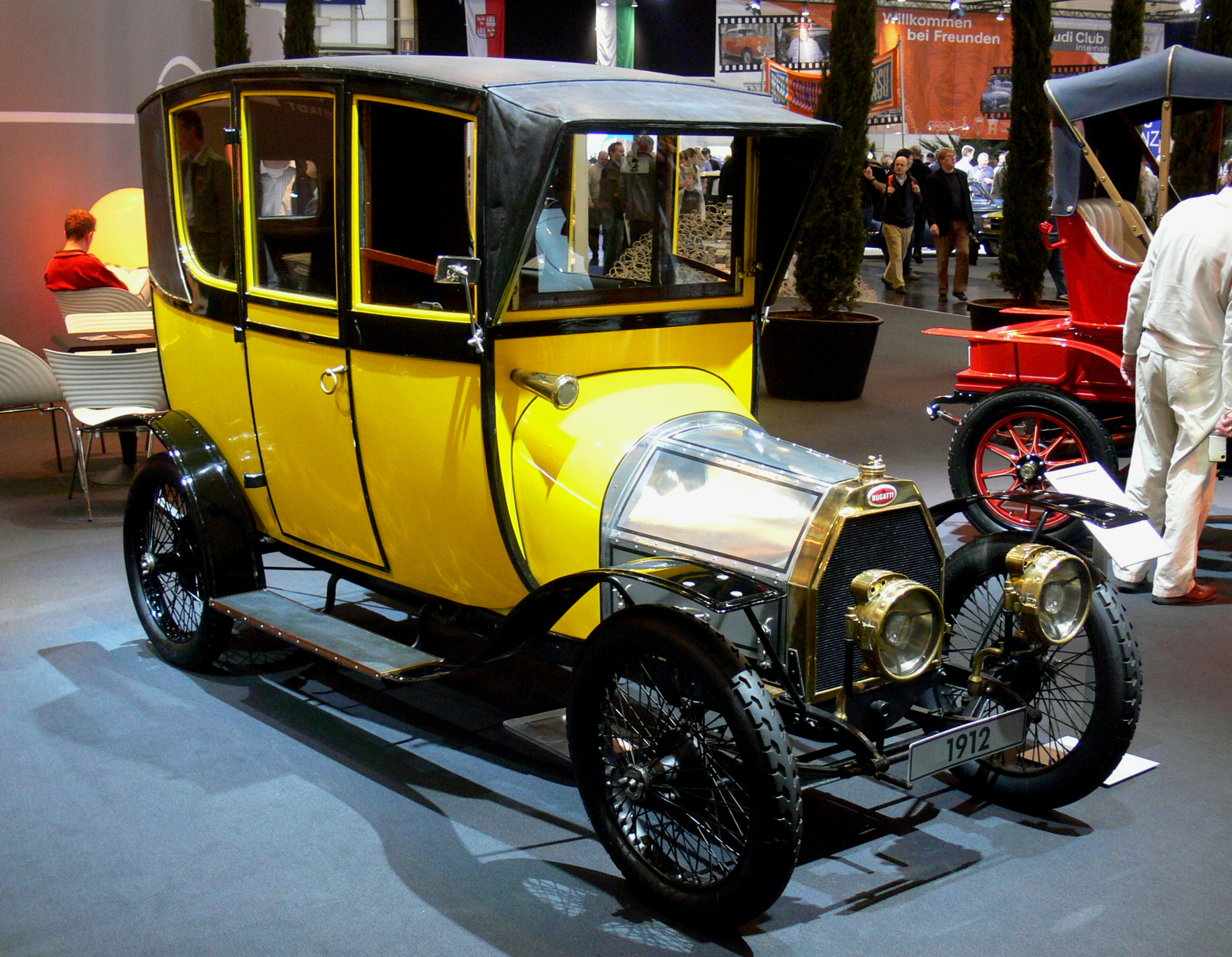
Limousine von 1912 im Zeithaus

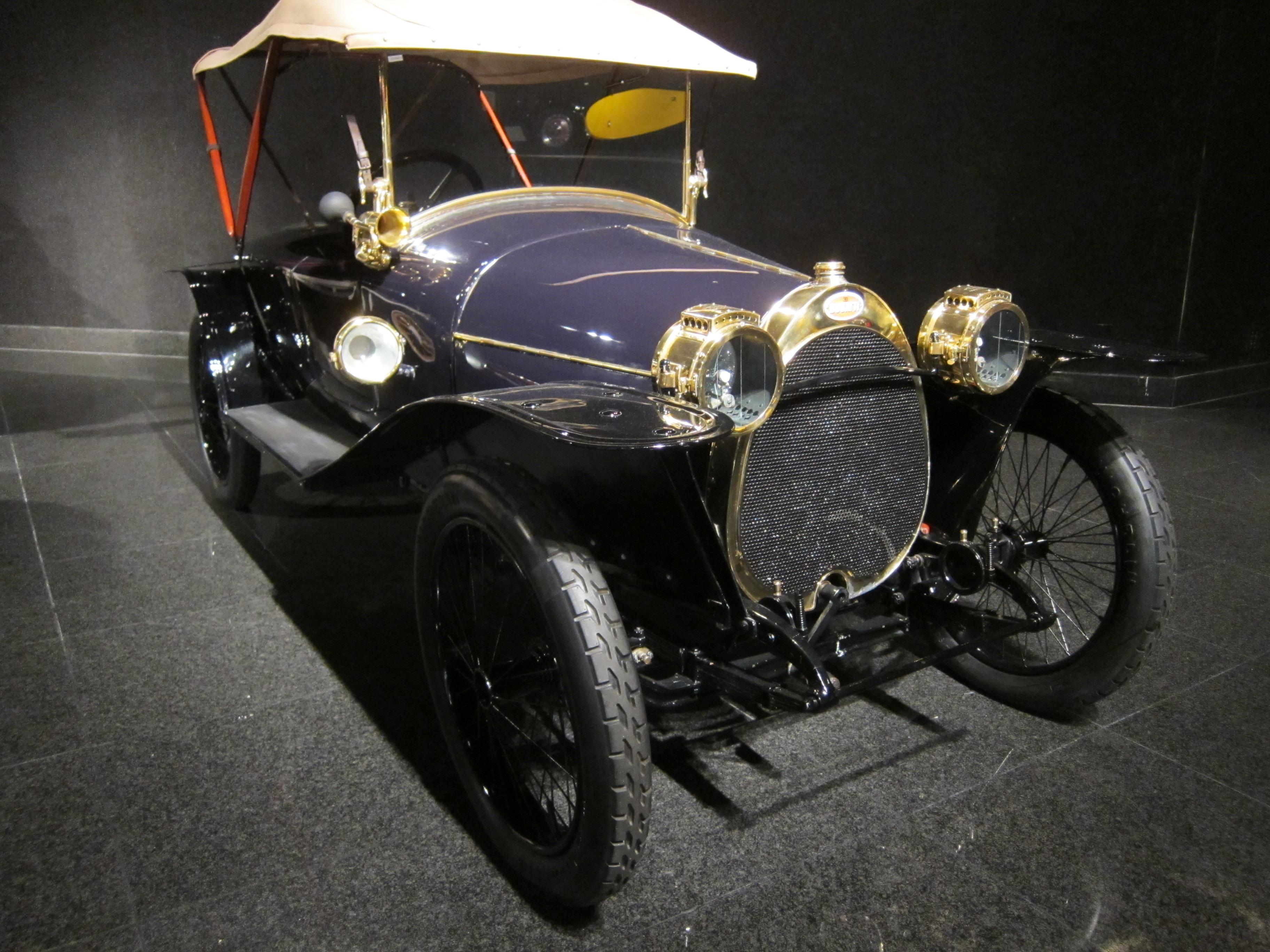
Torpedo von 1913 im Blackhawk Museum

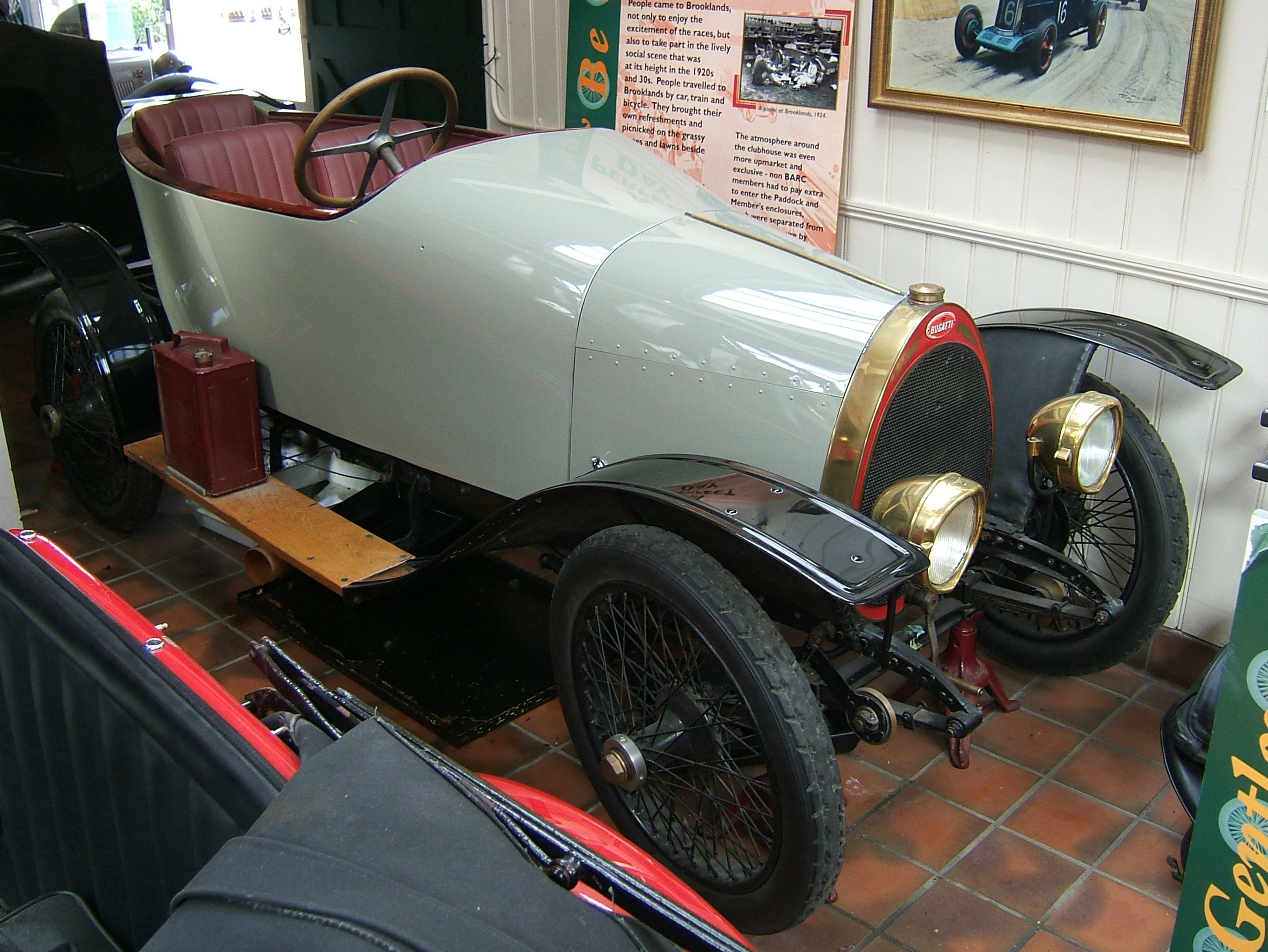
Fahrzeug von 1914 mit einer moderneren Karosserie in Brooklands

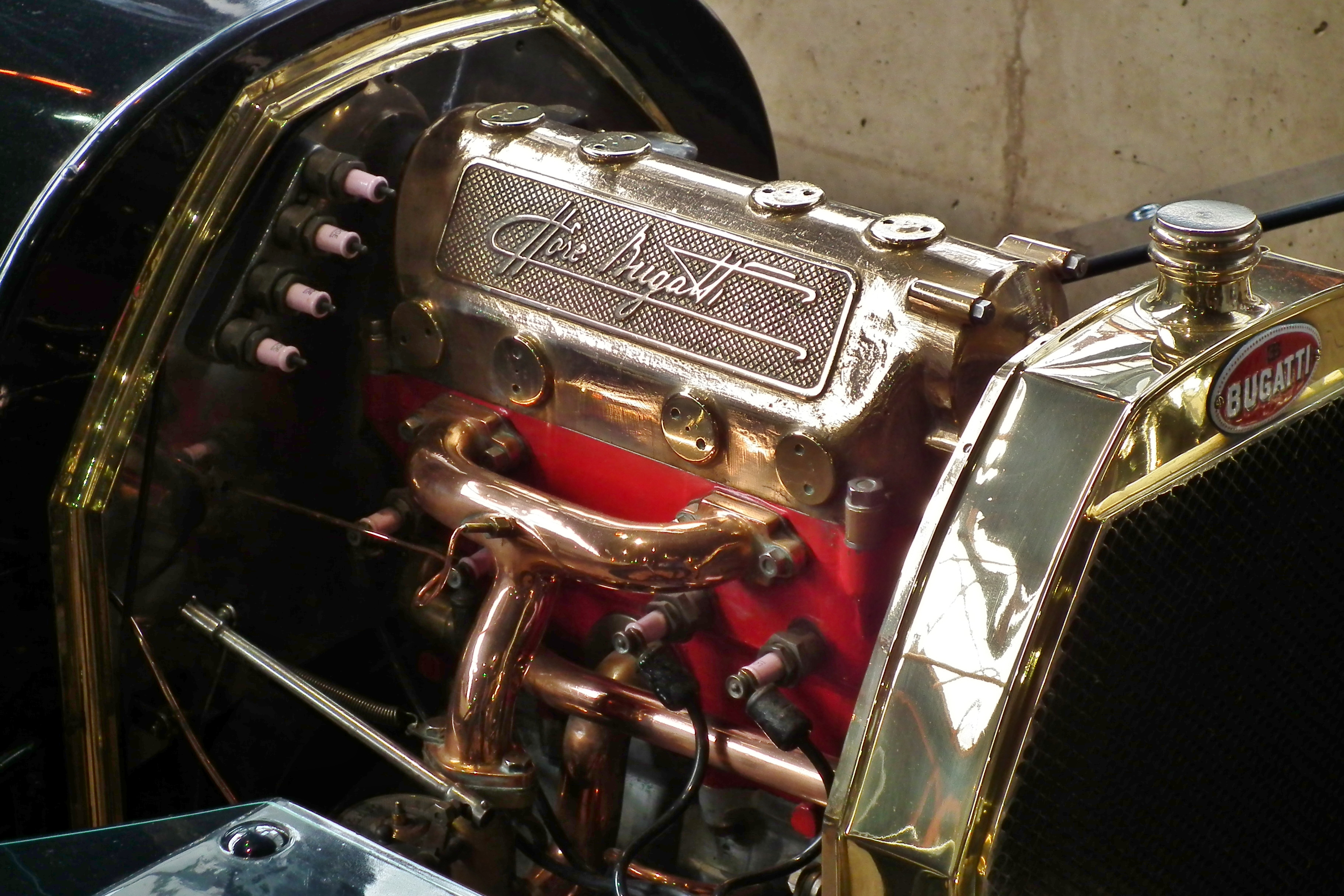
Motor des Type 15 (1910)

Der Bugatti Type 15 ist ein Pkw-Modell. Hersteller war Bugatti aus dem Elsass, das damals zum Deutschen Reich gehörte.

## Beschreibung
Das Fahrzeug ist eine Variante des Type 13, der ab 1910 angeboten wurde. Eine Quelle gibt an, dass das Modell zusammen mit dem Type 13 und dem längeren Type 17 im Katalog  aufgeführt ist, der im Dezember 1910 anlässlich des Pariser Autosalons herausgegeben wurde. Im Dezember 1912, also für das Modelljahr 1913, wird er noch geführt. Andere Quellen geben die folgenden Bauzeiten an: 1910–1913, 1912–1914 und 1913–1914.
Das Fahrgestell ist mit 240 cm Radstand 40 cm länger als beim Type 13. Die Spurweite ist mit 115 cm identisch.
Der Vierzylindermotor ist vorne im Fahrzeug eingebaut und treibt über ein Vierganggetriebe die Hinterachse an. 65 mm Bohrung und 100 mm Hub ergeben 1327 cm³ Hubraum und 15 PS Leistung. 1912 wurde die Bohrung auf 66 mm erhöht. Dadurch stieg der Hubraum auf 1368 cm³ und in Verbindung mit einer erhöhten Verdichtung die Leistung auf 18 PS.
Der verlängerte Radstand ermöglichte offene Aufbauten als Zweisitzer mit Notsitz im Heck und als Viersitzer. Ein Typ 15 erhielt 1911 die erste geschlossene Karosserie auf einem Bugatti-Fahrgestell.
Im Laufe des Jahres 1912 wurde der anfangs eckige Kühlergrill durch einen ovalen ersetzt, der zum Erkennungszeichen von Bugatti wurde.

## Technische Daten
| Daten                 | Type 15                                                                        |
| --------------------- | ------------------------------------------------------------------------------ |
| Bauzeit               | 1910–1914                                                                      |
| Motor                 | 4-Zylinder-Reihenmotor (Viertakt) Monoblock-Grauguss                           |
| Hubraum               | 1368 cm³                                                                       |
| Bohrung × Hub         | 66 × 100 mm                                                                    |
| Ventile               | 8                                                                              |
| Ventilsteuerung       | SOHC über Königswelle                                                          |
| Leistung              | 18 PS                                                                          |
| bei 1/min             | 2000                                                                           |
| Motorschmierung       | Tropfschmierung; Öltank mit Überdruck von Kurbelwelle                          |
| Kühlung               | Wasserkühlung mit Wasserpumpe                                                  |
| Zündung               | Magnetzündung                                                                  |
| Benzinzufuhr          | Gravitation                                                                    |
| Gemischaufbereitung   | 1 Vergaser Zenith 30                                                           |
| Getriebe              | 4-Gang-Getriebe mit Rückwärtsgang , unsynchronisiert nicht mit Motor verblockt |
| Kupplung              | Lamellenkupplung                                                               |
| Kraftübertragung      | Wellenantrieb auf Hinterachse                                                  |
| Radstand              | 2400 mm                                                                        |
| Fahrgestell           | Stahlleiterrahmen; Getriebe als Querstrebe                                     |
| Radaufhängung vorn    | Starrachse Halbelliptikfedern                                                  |
| Radaufhängung hinten  | Starrachse; Halbelliptikfedern (a. W. doppelt)                                 |
| Fußbremse             | auf Bremstrommel am Getriebe                                                   |
| Handbremse            | auf Bremstrommeln an der Hinterachse                                           |
| Spurweite vorn/hinten | 1150 mm                                                                        |
| Reifen vorn           | 700 × 65                                                                       |
| Reifen hinten         | 700 × 85                                                                       |
| Benzintank            | Vorn, an Spritzwand                                                            |
| Gewicht Fahrgestell   | 370 kg                                                                         |
| Gesamtgewicht         | 430 kg                                                                         |
| Zubehör               | Windschutzscheibe, Signalhorn, Verdeck                                         |
| Höchstgeschwindigkeit | 105 km/h                                                                       |

## Produktion
Die meisten Quellen sind sich darin einig, dass insgesamt 435 Fahrzeuge mit Achtventilmotor (Typen 13, 15, 17, 22) hergestellt worden sind. Eine andere Quelle nennt 476 Fahrzeuge.
Nachfolger wurde der Type 22.

## Verbleib
Mehrere Exemplare sind erhalten. Ein Phaeton von 1910 mit dem eckigen Kühlergrill steht im National Motor Museum im britischen Beaulieu. Zwei weitere offene Fahrzeuge befinden sich im Brooklands-Museum und im Blackhawk Museum. Im Zeithaus der Volkswagen AG ist eine Limousine ausgestellt, die 1912 nach Genf ausgeliefert wurde. Ein weißer Zweisitzer stand früher im Bugatti-Trust.